# Pa'anga
El pa'anga o dólar tongano es la moneda del Reino de Tonga. Es gestionada por el Banco Nacional de la Reserva (Pangike Pule Fakafonua 'o Tonga) en Nukualofa.  

## Historia
Entró en vigencia el día 3 de abril de 1967, reemplazando a la libra tongana a una tasa de cambio de 1 libra = 2 paʻanga. 
El paʻanga se subdivide en 100 seniti. Su código ISO es TOP y la abreviación más utilizada es T$ (¢ para el seniti). El pa'anga suele usarse como en inglés dólar y el seniti como céntimo y el hau como unión. La unidad hau (1 hau = 100 paʻanga), no se usa en la vida cotidiana y solo se puede encontrar en monedas conmemorativas de denominaciones más altas.

## Billetes
Al entrar en vigencia el Pa'anga, la primera familia de billetes puesta en curso legal mostraba el busto de la reina Carlota Tupou III y constaba de las siguientes denominaciones: ½, 1, 2, 5 y 10 pa'anga. En 1974, los billetes comenzaron a llevar el busto del rey Taufa'ahau Tupou IV. A partir de 1983 comenzó a discontinuarse la emisión de billetes de ½ pa'anga, mientras que en 1985 se comenzó a emitir el billete de 20 pa'anga. Hacia 1988 ya habían sido puestos en circulación billetes de 50 pa'anga. En 1992 el Banco de Reserrva Nacional de Tonga asumió la responsabilidad de la emisión del papel moneda. El 30 de julio de 2008 fue puesta en curso legal una nueva familia de billetes con mayores medidas de seguridad, distinto diseño y con el busto Jorge Tupou V. Esta nueva familia de papel moneda trajo consigo la puesta en vigencia de billetes con una nueva denominación, los de 100 pa'anga.
El anverso de todos los billetes están escritos en idioma tongano y muestran el retrato del monarca. El reverso, tiene textos en inglés y enseñan motivos típicos y monumentos del reino.

## Monedas
Se han emitido tres series de monedas. Sus detalles son los siguientes:
| Valor     | Diámetro | Composición                                         | 1975–1979          | 1975–1979                                                         | 1981-               | 1981-                                                             |
| Valor     | Diámetro | Composición                                         | Anverso            | Reverso                                                           | Anverso             | Reverso                                                           |
| --------- | -------- | --------------------------------------------------- | ------------------ | ----------------------------------------------------------------- | ------------------- | ----------------------------------------------------------------- |
| 1 seniti  | 18 mm    | Bronce                                              | Maíz               | Cerdo                                                             | Maíz                | Vainilla                                                          |
| 2 seniti  | 18 mm    | Bronce                                              | Calabazas          | "PLANNED FAMILIES FOOD FOR ALL", seis personas alzando sus manos. | Taro                | "PLANNED FAMILIES FOOD FOR ALL", seis personas alzando sus manos. |
| 5 seniti  | 18 mm    | Cupro-Níquel Acero revestido en Níquel (desde 2002) | Pollo con su crías | Bananas                                                           | Pollo con sus crías | Cocos                                                             |
| 10 seniti | 18 mm    | Cupro-Níquel Acero revestido en Níquel (desde 2002) | Busto del rey      | Pastoreo de ganado                                                | Busto del rey       | Árbol de bananas                                                  |
| 20 seniti | 18 mm    | Cupro-Níquel Acero revestido en Níquel (desde 2002) | Busto del rey      | Colmena y abejas                                                  | Busto del rey       | batatas                                                           |
| 50 seniti | 18 mm    | Cupro-Níquel Acero revestido en Níquel (desde 2002) | Busto del rey      | Peces                                                             | Busto del rey       | Tomates                                                           |

| Valor     | 2015              | 2015                     |
| Valor     | Anverso           | Reverso                  |
| --------- | ----------------- | ------------------------ |
| 5 seniti  | Rey Tupou VI      | Heilala                  |
| 10 seniti | Rey Tupou VI      | Malau                    |
| 20 seniti | Rey Tupou VI      | Kalia                    |
| 50 seniti | Rey Tupou VI      | Milolua                  |
| 1 pa'anga | Rey Jorge Tupou V | Escudo de armas de Tonga |